# ضريح أحمد شاه الدراني
31°37.177′N 65°42.436′E / 31.619617°N 65.707267°E

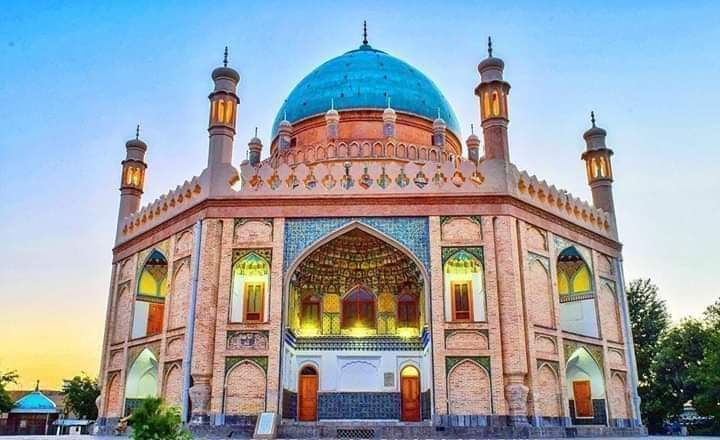
ضريح أحمد شاه دراني في عام 2021

ضريح أحمد شاه دراني ضريح يقع في قندهار، في أفغانستان. وهو أحد أهم المعالم التاريخية في قندهار. إن أحمد شاه دراني، المعروف باسم أحمد شاه بابا، حكم الدولة الدرانية من قندهار بين عامي 1747 و1772.
يقف النصب التذكاري الثُماني الأضلاع برشاقة على منصةٍ بازلتية، ويتميّز بواجهة خارجية من الطوب البيج البسيط، تزيّنها عدد من الكُوَّات المتفاوتة في الارتفاع والعمق، محاطة ببلاط ملوّن بدقة بألوان الأصفر والأخضر، والأخضر والأزرق. تعلو الجسم الرئيس للنصب مآذن شاهقة موصولة بدرابزين مزخرف بنقوش نباتية، وخلفها تحيط مجموعة أخرى من المآذن القصيرة بسلسلة من الكُوَّات الضحلة المحاطة ببلاط أزرق، تحيط بأسطوانة يتوّجها قُبَّة من البلاط الأزرق اللامع. أما الأسقف الداخلية للأقواس الرئيسية، فمُزيّنة ببراعة بنمط يشبه خلية النحل، مكوّن من أنصاف دوائر يتوسّطها حجر اللازورد والذهب لتُشبه الزهور.
يبدو الديكور الخارجي بسيطًا للغاية بمجرد الدخول إليه. هنا، تسعد العيون بثراء الألوان والتصميم الفخم من السجاد الأفغاني الرائع على أرضية الرخام إلى الزخارف الزهرية المطلية والمذهبة بشكل رائع للقبة. البلاط الأزرق والأخضر مع لمسات من اللون الأصفر والبني حول قاعدة الجدران مصنوع في قندهار وهو مميز تمامًا عن أعمال البلاط في هرات.
على الثمانية أفاريز الموجودة أسفل الكوات الزاوية يوجد نقش كبير باللون الأبيض على بلاط أزرق من اللازورد يمتدح فضائل الإمبراطور أحمد شاه دراني بالبشتوية والفارسية، وترجمته:
كان الملك أحمد شاه الدراني، ذا المكانة الرفيعة، يُضاهي كسرى في إدارة شؤون حكومته.

في عصره، ومن فرط هيبته وعظمته،

أطعمت اللبؤة الغزال حليبها.

ومن كل جانب، انهالت على آذان أعدائه

ألف توبيخ من لسان خنجره.

كان تاريخ رحيله إلى دار الفناء

عام 1186 هـ (١٧٧٢ م).

يتكون التابوت من الرخام الأفغاني ومغطى بقطعة قماش مطرزة بالذهب من المخمل النبيذي العميق. وإلى جانب ذلك توجد طاولة تحتوي على نسخ فاخرة من القرآن الكريم وخزانة زجاجية تحتوي على خوذة وقفازات مطلية بالذهب مع صولجان مطلي بالفضة ومزين بطائر ذي رأسين. ومعهم خرج أحمد شاه دراني إلى المعركة.
ويوجد داخل المجمع أيضًا مسجد الجمعة الذي يحتوي على خرقة النبي محمد، والتي يُعتقد أن النبي محمد كان يرتديها. لقد انتقلت من يد إلى أخرى حتى استقرت هنا آتية من أمير بخارى.

## معرض الصور

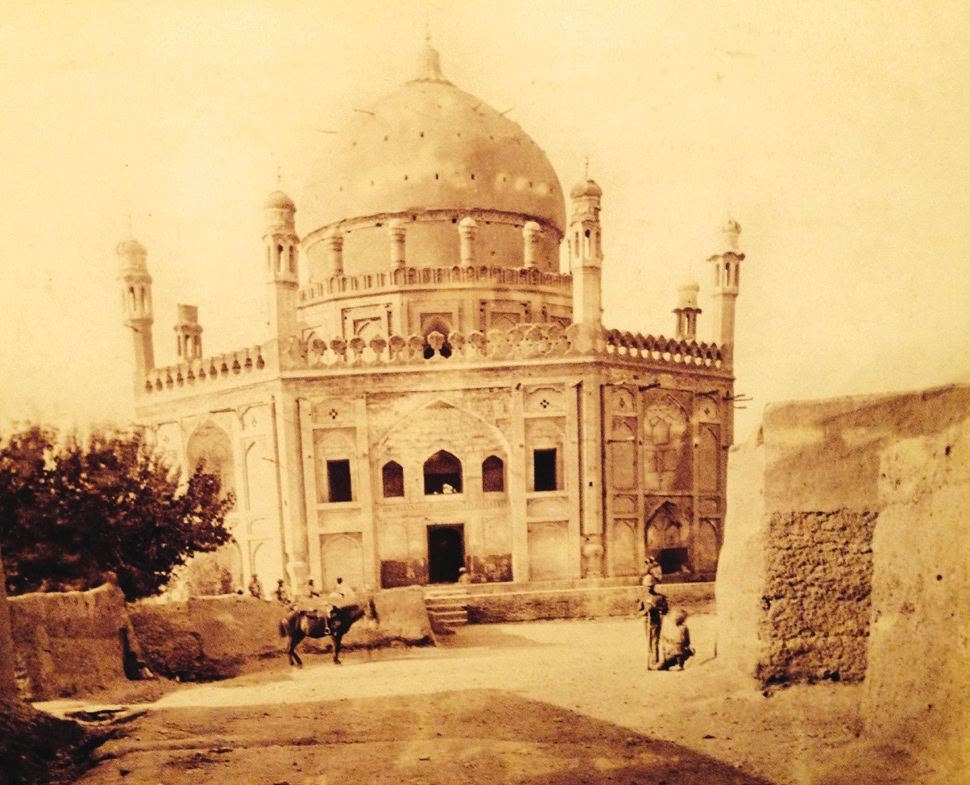
صورة لمدخل قبر أحمد شاه عبدلي في قندهار، أفغانستان، التقطها بنيامين سيمبسون، حوالي عام 1880
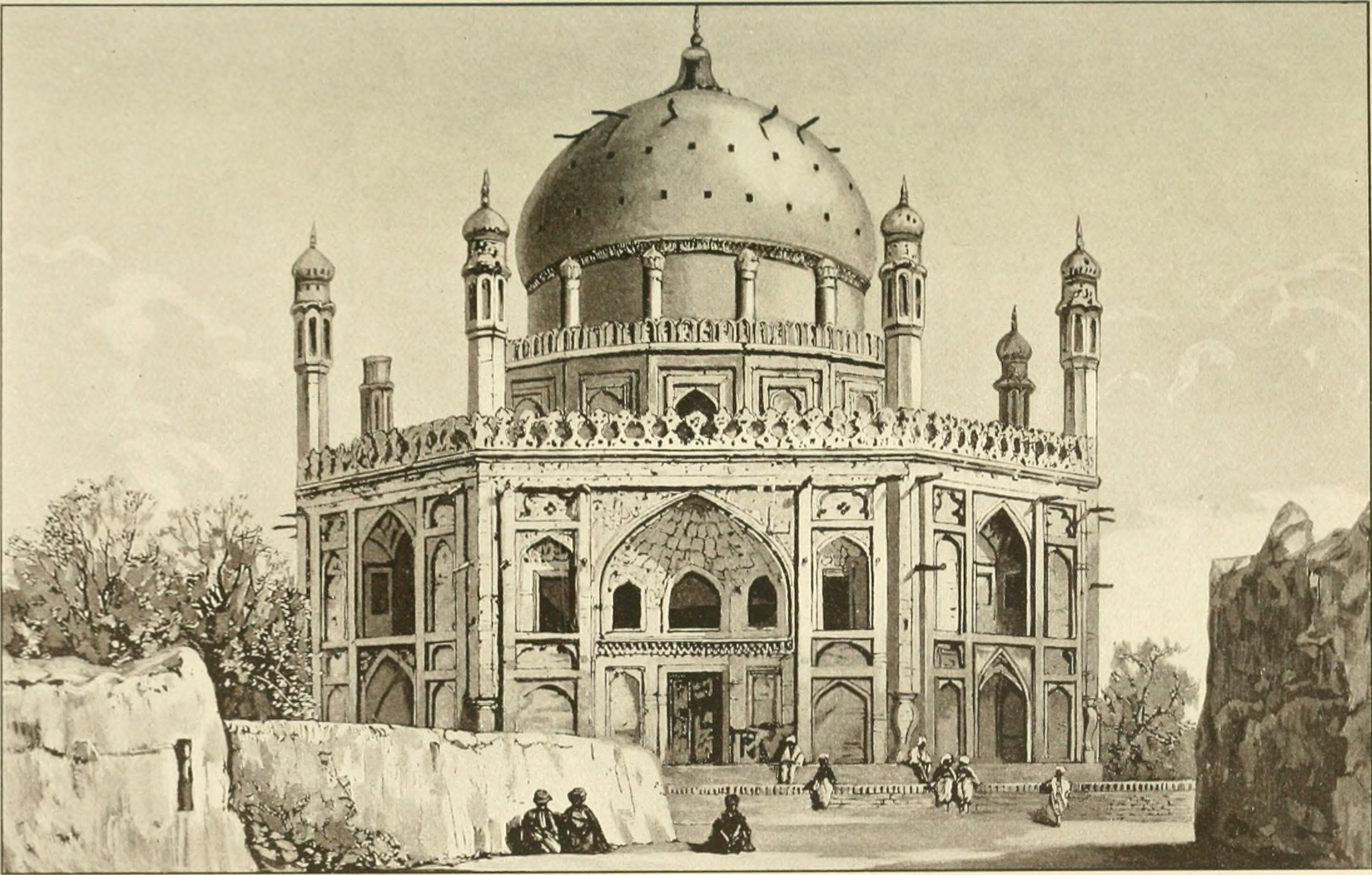
ضريح أحمد شاه دراني عام 1910

## طالع أيضًا
- ضريح تيمور شاه دوراني

## روابط خارجية
- صور قديمة للمقبرة